# Cherval
Cherval é uma comuna francesa na região administrativa da Nova Aquitânia, no departamento Dordonha. Estende-se por uma área de 18,24 km². Em 2010 a comuna tinha 267 habitantes (densidade: 14,6 hab./km²).